# قائمة سفراء دولة فلسطين لدى موريتانيا
سفير دولة فلسطين لدى موريتانيا هو ممثل دولة فلسطين الرسمي لدى موريتانيا، يقع مقر السفارة الفلسطينية في نواكشوط. ويشغل منصب السفير حاليًا محمد قاسم أسعد الأسعد منذ عام 2021.

## قائمة السفراء
| الترتيب | رئيس البعثة الدبلوماسية         | تاريخ الاعتماد الدبلوماسي | تاريخ الانتهاء | رئيس منظمة التحرير الفلسطينية | رئيس موريتانيا                                               | ملاحظات                                          |
| --- | ------------------------------- | ------------------------- | -------------- | ----------------------------- | ------------------------------------------------------------ | ------------------------------------------------ |
| | مدحت صيام                       | 1974                      | غ/م            | ياسر عرفات                    | المختار ولد داداه                                            | أول ممثل لمنظمة التحرير الفلسطينية لدى موريتانيا |
| تأسس مكتب ممثلية منظمة التحرير الفلسطينية في موريتانيا في عام 1974 وحتى عام 1991 تحول إلى سفارة دولة فلسطين لدى موريتانيا |                                 |                           |                |                               |                                                              |                                                  |
| 1 | عبد الشافي صيام (Q122310370)    | 1991                      | 2005           | ياسر عرفات محمود عباس         | معاوية ولد سيدي أحمد الطايع علي ولد محمد فال                 |                                                  |
| 2 | لؤي محمود طه عيسى               | 2006                      | 2009           | محمود عباس                    | علي ولد محمد فال محمد ولد الشيخ عبد الله محمد ولد عبد العزيز |                                                  |
| 3 | عدنان محمد جبر أبو الهيجاء      | 5 أكتوبر 2009             | 2014           | محمود عباس                    | محمد ولد عبد العزيز                                          |                                                  |
| | رياض شحادة (قائم بالأعمال)      | 2014                      | مارس 2016      | محمود عباس                    | محمد ولد عبد العزيز                                          |                                                  |
| | جمال الدين صباح (قائم بالأعمال) | مارس 2016                 | 31 مايو 2016   | محمود عباس                    | محمد ولد عبد العزيز                                          |                                                  |
| 4 | دياب نمر محمد اللوح             | 1 يونيو 2016              | 2017           | محمود عباس                    | محمد ولد عبد العزيز                                          |                                                  |
| | قصي الماضي (قائم بالأعمال)      | 2017                      | 2018           | محمود عباس                    | محمد ولد عبد العزيز                                          |                                                  |
| 5 | ماجد محمد هديب                  | 24 ديسمبر 2018            | 2020           | محمود عباس                    | محمد ولد عبد العزيز محمد ولد الغزواني                        |                                                  |
| 6 | محمد قاسم أسعد الأسعد           | 1 أبريل 2021              | لا يزال        | محمود عباس                    | محمد ولد الغزواني                                            |                                                  |